# Ahmad al-Azemi
Ahmad al-Azemi (arabisch أحمد سعد عجب العازمي, DMG Aḥmad Saʿd ʿAǧab al-ʿĀzamī; * 13. Mai 1985) ist ein kuwaitischer Fußball-Nationalspieler, der zurzeit in Kuwait unter Vertrag steht.

## Weltmeisterschaftsqualifikation
Bereits bei der Qualifikation zur Weltmeisterschaft 2006 in Deutschland spielte al-Azemi für die Nationalmannschaft Kuwaits (1 Spiel, 0 Tore). Während der Qualifikation für die Weltmeisterschaft 2010 schoss er sechs Tore in sechs Spielen für die Nationalmannschaft Kuwaits.